# Cranoglanis
Cranoglanis – rodzaj słodkowodnych ryb sumokształtnych z monotypowej rodziny Cranoglanididae, blisko spokrewnionej z Ictaluridae (sumikowate).

## Zasięg występowania
Azja: Chiny i Wietnam. Występują głównie w dużych rzekach.

## Cechy charakterystyczne
Płetwa grzbietowa krótka, z jednym kolcem i sześcioma, rzadko pięcioma, rozgałęzionymi promieniami; płetwa odbytowa z 35–41 promieniami; w płetwach piersiowych obecny kolec; każda płetwa brzuszna ma 12–14 promieni; płetwa ogonowa głęboko wcięta; oczy duże; ciało spłaszczone i nagie; na głowie znajdują się szorstkie kościste płytki; lemiesz bez zębów; cztery pary wąsików. Ryby z tego rodzaju są podobne do ryb z rodzaju Pseudobagrus z rodziny bagrowatych.

## Klasyfikacja
Gatunki zaliczane do tego rodzaju:
- Cranoglanis bouderius
- Cranoglanis henrici
- Cranoglanis multiradiata (do 2013 nazwa tego gatunku zapisywana była w rodzaju męskim: Cranoglanis multiradiatus[4])

Gatunkiem typowym jest C. sinensis (=C. bouderius).